# Basgana
Basgana est une commune rurale située dans le département de Manga de la province du Zoundwéogo dans la région Centre-Sud au Burkina Faso.

## Géographie
Basgana est localisé à environ 6 km au sud de Manga et de la route nationale 29.

## Santé et éducation
Basgana accueille un centre de santé et de promotion sociale (CSPS) tandis que le centre médical avec antenne chirurgicale (CMA) se trouve à Manga.
La ville possède plusieurs écoles primaires.